# Kostvlies
Kostvlies (52° 59′ N, 6° 48′ L) é uma cidade dos Países Baixos, na província de Drente. Kostvlies pertence ao município de Aa en Hunze, e está situada a 16 km, a leste de Assen.
A área de Kostvlies, que também inclui as partes periféricas da cidade, bem como a zona rural circundante, tem uma população estimada em 130 habitantes.